# Guardians of the Galaxy (série animada)
Guardians of the Galaxy (Guardiões da Galáxia (no Brasil) ou Os Guardiões da Galáxia da Marvel (em Portugal)) é uma série animada estadunidense, baseada na equipe de super-heróis fictícios da Marvel Comics, Guardiões da Galáxia. A série é baseada na trama do filme Guardians of the Galaxy, mas não pertence ao Universo Marvel Cinematográfico. Participa do mesmo universo da série Avengers Assemble. Guardians of the Galaxy estreou no dia 5 de setembro de 2015, no Disney XD EUA.
No Brasil, estreou no dia 30 de janeiro de 2016, no Disney XD.
Em Portugal, estreou no dia 3 de dezembro de 2016, na SIC K e no dia 4 de março de 2017 na SIC.
Mais tarde o Disney XD renovou a série para uma segunda temporada.

## Enredo

### Primeira temporada
A equipe dos Guardiões da Galáxia é composta por Senhor das Estrelas, Gamora, Drax o Destruidor, Rocket Raccoon e Groot. Eles obtiveram um artefato chamado Spartaxian CryptoCube que está ligado à raça Spartax. Dentro há um mapa que leva à Semente Cósmica. A Semente Cósmica é uma arma poderosa capaz de criar um novo universo. Os Guardiões da Galáxia devem encontrar e destruir a Semente Cósmica antes que ela possa acabar nas mãos de Thanos, seus asseclas Ronan, O Acusador, Nebulosa, Korath e o seu aliado J'son (que é pai do Senhor das Estrelas que sumiu há vários anos), os Ravagers liderados por Yondu e qualquer outra pessoa que abusasse do seu poder para ameaçar o universo inteiro.

### Segunda Temporada
A Marvel Entertainment anunciou em seu feed no Twitter que os Vingadores iriam se unir aos Guardiões da Galáxia na 2ª temporada para um episódio em que eles lutam contra o Alto Evolucionário.
Após a derrota de Thanos, os Guardiões da Galáxia colocam as mãos em um estranho sarcófago que foi encontrado na base de asteroides de Thanos, que tem habilidades estranhas e depois é roubado por Yondu. Os Guardiões da Galáxia trabalham para encontrar o sarcófago enquanto competem contra Mantis e os Crentes da Universal. Este sarcófago, mais tarde, entra em Adam Warlock, onde os Guardiões da Galáxia foram capazes de levá-lo a seguir seu próprio destino no caminho certo.
Depois de escapar de sua prisão e roubar os capacetes do Centurião Nova com a ajuda inconsciente de Sam Alexander, J'son faz planos para usá-los e até planeja ganhar o controle de Adam Warlock, que leva a eventos que transforma Adam Warlock no Magus, onde ele ataca. os planetas associados a cada um dos membros dos Guardiões da Galáxia. Os Guardiões da Galáxia conseguiram tirar J'son do Magus, restaurando-o de volta para Adam Warlock. Depois de J'son ir supernova com o capacete do Centurão Nova que ele rouba de Peter, Adam Warlock leva o peso dele e é encapsulado por Groot até o dia do seu ressurgimento ocorrer.

### Terceira Temporada: Mission Breakout
Uma terceira temporada foi anunciada na D23 Expo, que é baseada na atração dos parques da Disney com o mesmo nome. Nesta temporada, os Guardiões da Galáxia fogem quando eles são enquadrados pelo Colecionador que tem Howard, o Pato preparando para o roubo de um item dos Kree depois que eles quebraram alguns itens em seu último encontro em sua prisão especial que leva a eles evitando o Acusador Kree Phyla-Vell. Depois que Howard, o Pato, admitiu ter sido ameaçado pelo Colecionador para cruzar os Guardiões da Galáxia, bem como o nave de Colecionador encolher Hala, convertendo o gerador de buraco negro em um mecanismo de compressão molecular, Phyla-Vell trabalha com os Guardiões da Galáxia para salvar Hala e derrotar o Colecionador que foge depois de colocar seu nave para se autodestruir.
Esta temporada incluiu personagens da Marvel: Homem-Aranha, Max Modell, Venom e Carnificina em um crossover com a série Marvel's Spider-Man, com Stan Lee  emprestando sua voz para acompanhar sua participação especial.

## Episódios
| Temporada | Temporada | Episódios | Exibição original     | Exibição original  | Exibição no Brasil    | Exibição no Brasil | Exibição em Portugal  | Exibição em Portugal |
| Temporada | Temporada | Episódios | Início da Temporada   | Final da Temporada | Início da Temporada   | Final da Temporada | Início da Temporada   | Final da Temporada   |
| --------- | --------- | --------- | --------------------- | ------------------ | --------------------- | ------------------ | --------------------- | -------------------- |
|           | 1         | 26        | 5 de setembro de 2015 | ASA                | 30 de janeiro de 2016 | ASA                | 3 de dezembro de 2016 | ASA                  |

### Curtas
| # | ## | Título              | Dirigido por | Escrito por | Estreias            | Audiência (em milhões) |
| --- | -- | ------------------- | ------------ | ----------- | ------------------- | ---------------------- |
| 1 | 1  | "Origens" "Origins" | ASA          | ASA         | 26 de julho de 2015 | ASA                    |
| Nesta série de curtas, as origens dos Guardiões da Galáxia são exploradas. Um jovem Senhor das Estrelas conhece os Ravegers, a história do antigo planeta casa de Groot é contada, um grupo de robôs em Halfworld aprimora um guaxinim do espaço para Rocket Raccoon, é revelado como Drax acabou na prisão, e Gamora é libertada do controle de Thanos enquanto estava em uma missão com Nebulosa e Korath. |    |                     |              |             |                     |                        |

### 1.ª Temporada (2015)
| # | ## | Título                                   | Dirigido por  | Escrito por        | Estreias                                     | Código de produção | Audiência (em milhões) |
| --- | -- | ---------------------------------------- | ------------- | ------------------ | -------------------------------------------- | ------------------ | ---------------------- |
| 1 | 1  | "Road to Knowhere"                       | Leo Riley     | Marty Isenberg     | 5 de setembro de 2015 30 de janeiro de 2016  | 101                | 0,39                   |
| Senhor das Estrelas lidera seus companheiros de equipe: Gamora, Drax o Destruidor, Rocket Raccoon e Groot para assaltar uma prisão alienígena e libertar Yondu. Eles descobrem que Korath o Perseguidor tem um artefato Spartax que planeja dar a Thanos. Depois de conseguir o artefato de Korath o Perseguidor, os Guardiões da Galáxia chegam a Luganenhum (uma colônia em na cabeça cortada de um ser Celestial). Enquanto isso, Drax, Rocket e Groot se encontram com Cosmo O Cão Espacial (que é o chefe de segurança de Luganenhum), Senhor das Estrelas descobre por um alien destruidor que é metade Spartax. Quando o grupo de Korath O Perseguidor e os Ravegers de Yondu atacam os Guardiões da Galáxia para recuperar o artefato Spartax, mas Luganenhum começa a vir a vida e atrapalhar a todos. Canções: "Hooked on a Feeling" por Blue Swede, "Funk #49" por James Gang |    |                                          |               |                    |                                              |                    |                        |
| 2 | 2  | "Knowhere to Run"                        | Leo Riley     | Marty Isenberg     | 26 de setembro de 2015 30 de janeiro de 2016 | 102                | 0,51                   |
| Depois de a Semente Cósmica despertar Luganenhum brevemente, Groot é dominado pelas suas energias, Korath O Perseguidor pega a caixa e captura Senhor das Estrelas e Gamora e ordena a Senhor das Estrelas a abrir a caixa para ele, por usar um parasita que faz Gamora revelar suas culpas. Após o resgate de Senhor das Estrelas e Gamora, Thanos conduz sua frota a atacar Luganenhum para recuperar a caixa da Semente Estelar. Como Senhor das Estrelas utiliza o Continuum Cortex de Luganenhum para lutar contra a frota de Thanos, Groot ajuda Drax O Destruidor a combatê-la. Finalmente Cosmo usa uma tecnologia de Luganenhum para transportar os Guardiões da Galáxia e Luganenhum para uma galáxia distante. Depois de deixar Luganenhum, Senhor das Estrelas descobre que a caixa da Semente Cósmica é um mapa da Semente Cósmica. Canção: "Drift Away" por Dobie Gray    |    |                                          |               |                    |                                              |                    |                        |
| 3 | 3  | "One in a Million You"                   | James Yang    | Steven Melching    | 3 de outubro de 2015 31 de janeiro de 2016   | 103                | 0,76                   |
| Depois de os Guardiões da Galáxia escaparem por pouco de um planeta que Fin Fang Foom estava em chamas, Rocket acerta uma oferta de trabalho do Colecionador, enquanto isso o resto dos Guardiões da Galáxia busca Cristais Pandorianos especiais necessários para alimentar o mapa da Semente Estelar. Os Guardiões da Galáxia não sabem que o Colecionador planeja adicionar Rocket a sua coleção de criaturas alienígenas devido a ele ser o último da sua espécie. Canção: "Walk Away" por James Gang |    |                                          |               |                    |                                              |                    |                        |
| 4 | 4  | "Take the Milano and Run"                | Jeff Wamester | Andrew R. Robinson | 10 de outubro de 2015                        | 104                | 0,37                   |
| Canção: "The Boys Are Back in Town" por Thin Lizzy |    |                                          |               |                    |                                              |                    |                        |
| 5 | 5  | "Can't Fight This Seedling"              | James Yang    | David McDermott    | 17 de outubro de 2015                        | 105                | 0,35                   |
| 6 | 6  | "Undercover Angle"                       | Jeff Wamester | Marsha F. Griffin  | 24 de outubro de 2015                        | 106                | ASA                    |
| 7 | 7  | "The Backstabbers"                       | James Yang    | Andrew R. Robinson | 7 de novembro de 2015                        | 107                | 0,36                   |
| 8 | 8  | "Hitchin' a Ride"                        | Jeff Wamester | David McDermott    | 14 de novembro de 2015                       | 108                | 0,34                   |
| Canção: "Shake Your Groove Thing" por Peaches & Herb |    |                                          |               |                    |                                              |                    |                        |
| 9 | 9  | "We Are Family"                          | James Yang    | Steven Melching    | 21 de novembro de 2015                       | 109                | 0,34                   |
| Canção: "Funk Funk" por Cameo |    |                                          |               |                    |                                              |                    |                        |
| 10 | 10 | "Bad Moon Rising"                        | Jeff Wamester | Matt Wayne         | 28 de novembro de 2015                       | 110                | 0,30                   |
| Canção: "Joy to the World" por Three Dog Night |    |                                          |               |                    |                                              |                    |                        |
| 11 | 11 | "Space Cowboys"                          | ASA           | ASA                | 21 de fevereiro de 2016                      | 111                | ASA                    |
| 12 | 12 | "Crystal Blue Persuasion"                | ASA           | ASA                | 28 de fevereiro de 2016                      | 112                | ASA                    |
| 13 | 13 | "Stuck in the Metal With You"            | Jeff Wamester | Todd Garfield      | Estados Unidos 6 de março de 2016            |                    | 0,52                   |
| 14 | 14 | "Don't Stop Believin"                    | James Yang    | Steven Melching    | Estados Unidos 13 de março de 2016           |                    | 0,27                   |
| 15 | 15 | "Accidents Will Happen"                  | Jeff Wamester | David McDermott    | Estados Unidos 20 de março de 2016           |                    | 0,32                   |
| 16 | 16 | "We Are the World Tree"                  | James Yang    | Mairghread Scott   | Estados Unidos 27 de março de 2016           |                    | 0,30                   |
| 17 | 17 | "Come and Gut Your Love"                 | Jeff Wamester | Eric Karten        | Estados Unidos 3 de abril de 2016            |                    | 0,29                   |
| 18 | 18 | "Asgard War Part One: Lightnin' Strikes" | James Yang    | Marsha Griffin     | Estados Unidos 10 de abril de 2016           |                    | 0,33                   |
| 19 | 19 | "Asgard War Part Two: Rescue Me"         | Jeff Wamester | Steven Melching    | Estados Unidos 17 de abril de 2016           |                    | 0,42                   |
| 20 | 20 | "Fox on the Run"                         | Jeff Wamester | Mairghread Scott   | Estados Unidos 26 de junho de 2016           |                    | 0,29                   |
| 21 | 21 | "Inhuman Touch"                          | James Yang    | David McDermott    | Estados Unidos 3 de julho de 2016            |                    | 0,32                   |
| 22 | 22 | "Welcome Back"                           | Jeff Wamester | Marsha Griffin     | Estados Unidos 10 de julho de 2016           |                    | 0,27                   |

## Produção

### Desenvolvimento
Em 26 de julho de 2014, na San Diego Comic-Con, uma semana antes do lançamento do filme Guardians of the Galaxy, a Marvel Animation anunciou a série animada dos Guardiões da Galáxia, com um teaser com Rocket Raccoon e Senhor das Estrelas.
Curtas-metragens da série começaram a ser exibidas no Disney XD a partir de 1 de agosto de 2015. A visualização completa da série foi ao ar no Disney XD em 5 de setembro, definindo a estreia oficial para o dia 26 de setembro.